# Artist al Poporului din România
Artist al Poporului este un titlu care se acorda „oamenilor de frunte ai artei, care au merite excepționale în opera de dezvoltare a teatrului, muzicii, cinematografiei și artelor plastice”.
În România, în baza Hotărârii Consiliului de Miniștri nr. 902 din 8 august 1950, titlul a fost instituit prin Decretul Marii Adunări Naționale nr. 203 din 28 septembrie 1950 pentru înființarea titlurilor ce se pot acorda oamenilor de știință, tehnicienilor și artiștilor, publicat în Buletinul Oficial nr. 83 din 28 septembrie 1950.
Titlurile înființate prin acest decret se acordau de către Prezidiul Marii Adunări Naționale, la propunerea Consiliului de Miniștri.

## Laureați
| An   | Imagine | Nume                    | Anul nașterii | Anul decesului | Ocupație          | Angajator                                                  | Motiv | Note   |
| ---- | ------- | ----------------------- | ------------- | -------------- | ----------------- | ---------------------------------------------------------- | --- | ------ |
| 1951 |         | Lucia Sturdza-Bulandra  | 1873          | 1961           | Artist dramatic   | Teatrul Național „I.L. Caragiale” din București            | – | [ 2 ]  |
| 1951 |         | Nicolae Bălțățeanu      | 1893          | 1956           | Artist dramatic   | Teatrul Național „I.L. Caragiale” din București            | – | [ 2 ]  |
| 1952 |         | Petre Ștefănescu Goangă | 1902          | 1973           | Solist            | Opera de Stat din București                                | – | [ 3 ]  |
| 1952 |         | George Niculescu-Basu   | 1882          | 1964           | Solist            | Opera de Stat din București                                | – | [ 4 ]  |
| 1953 |         | Costache Antoniu        | 1900          | 1979           | Artist dramatic   | Teatrul Național „I.L. Caragiale” din București            | „pentru merite deosebite, pentru realizări valoroase în artă și pentru activitate merituoasă” | [ 5 ]  |
| 1953 |         | Sonia Cluceru           | 1892          | 1955           | Artist dramatic   | Teatrul Național „I.L. Caragiale” din București            | „pentru merite deosebite, pentru realizări valoroase în artă și pentru activitate merituoasă” | [ 5 ]  |
| 1953 |         | Gheorghe Timică         | 1886          | 1954           | Artist dramatic   | Teatrul Național „I.L. Caragiale” din București            | „pentru merite deosebite, pentru realizări valoroase în artă și pentru activitate merituoasă” | [ 5 ]  |
| 1953 |         | Ion Manolescu           | 1881          | 1959           | Artist dramatic   | Teatrul Național „I.L. Caragiale” din București            | „pentru merite deosebite, pentru realizări valoroase în artă și pentru activitate merituoasă” | [ 5 ]  |
| 1953 |         | Gheorghe Storin         | 1883          | 1968           | Artist dramatic   | Teatrul Național „I.L. Caragiale” din București            | „pentru merite deosebite, pentru realizări valoroase în artă și pentru activitate merituoasă” | [ 5 ]  |
| 1954 |         | Ștefan Braborescu       | 1880          | 1971           | Artist dramatic   | Teatrul Național din Cluj                                  | „pentru merite deosebite în activitatea artistică” | [ 6 ]  |
| 1954 |         | Camil Ressu             | 1880          | 1962           | Pictor            |                                                            | „pentru merite excepționale în domeniul dezvoltării artei” | [ 7 ]  |
| 1954 |         | Iosif Iser              | 1881          | 1958           | Pictor            |                                                            | „pentru merite excepționale în domeniul dezvoltării artei” | [ 7 ]  |
| 1954 |         | Jean Steriadi           | 1880          | 1956           | Pictor            |                                                            | „pentru merite excepționale în domeniul dezvoltării artei” | [ 7 ]  |
| 1954 |         | Constantin Baraschi     | 1902          | 1966           | Sculptor          |                                                            | „pentru merite excepționale în domeniul dezvoltării artei” | [ 7 ]  |
| 1954 |         | George Georgescu        | 1887          | 1964           | Dirijor           | Filarmonica de Stat din București                          | „pentru merite excepționale în domeniul dezvoltării artei” | [ 7 ]  |
| 1954 |         | Vladimir Maximilian     | 1882          | 1959           | Artist dramatic   | Teatrul de Stat de Operetă din București                   | „pentru merite excepționale în domeniul dezvoltării artei” | [ 7 ]  |
| 1955 |         | George Calboreanu       | 1896          | 1986           | Artist dramatic   | Teatrul Național „I.L. Caragiale” din București            | „pentru merite deosebite în activitatea artistică” | [ 8 ]  |
| 1955 |         | George Vraca            | 1896          | 1964           | Artist dramatic   | Teatrul Armatei din București                              | „pentru merite deosebite în activitatea artistică” | [ 8 ]  |
| 1956 |         | Constantin Silvestri    | 1913          | 1969           | Dirijor           | Opera de Stat din București                                | „pentru merite excepționale în activitatea artistică” | [ 8 ]  |
| 1956 |         | Aura Buzescu            | 1894          | 1992           | Artist dramatic   | Teatrul Național „I.L. Caragiale” din București            | „pentru merite deosebite în activitatea artistică” | [ 9 ]  |
| 1956 |         | Maria Filotti           | 1883          | 1956           | Artist dramatic   | Teatrul Național „I.L. Caragiale” din București            | „pentru merite deosebite în activitatea artistică” | [ 9 ]  |
| 1957 |         | György Kovács           | 1910          | 1977           | Artist dramatic   | Teatrul Secuiesc de Stat din Târgu Mureș                   | „pentru merite deosebite în activitatea artistică” | [ 10 ] |
| 1957 |         | Remus Comăneanu         | 1888          | 1963           | Artist dramatic   | Teatrul Național din Craiova                               | „cu prilejul împlinirii a 50 de ani de activitate teatrală și pentru merite deosebite în această activitate” | [ 11 ] |
| 1957 |         | Tiberiu Brediceanu      | 1877          | 1968           | Compozitor        | Opera de Stat din București                                | „pentru merite deosebite în activitatea artistică, pedagogică, precum și în munca din alte domenii ale culturii” | [ 12 ] |
| 1957 |         | Ion Jalea               | 1887          | 1983           | Sculptor          |                                                            | „pentru merite deosebite în activitatea artistică, pedagogică, precum și în munca din alte domenii ale culturii” | [ 12 ] |
| 1957 |         | Cornel Medrea           | 1888          | 1964           | Sculptor          |                                                            | „pentru merite deosebite în activitatea artistică, pedagogică, precum și în munca din alte domenii ale culturii” | [ 12 ] |
| 1957 |         | Grigore Vasiliu-Birlic  | 1905          | 1970           | Artist dramatic   | Teatrul Național „I.L. Caragiale” din București            | „pentru merite deosebite în activitatea artistică, pedagogică, precum și în munca din alte domenii ale culturii” | [ 12 ] |
| 1957 |         | Lili Poór               | 1886          | 1962           | Artist dramatic   | Teatrul Maghiar de Stat din Cluj                           | „pentru merite deosebite în activitatea artistică” | [ 13 ] |
| 1957 |         | Jules Cazaban           | 1903          | 1963           | Artist dramatic   | Teatrul Municipal din București                            | „pentru merite deosebite în activitatea artistică” | [ 14 ] |
| 1957 |         | Ion Finteșteanu         | 1899          | 1984           | Artist dramatic   | Teatrul Național „I.L. Caragiale” din București            | „pentru merite deosebite în activitatea cultural-artistică” | [ 15 ] |
| 1957 |         | Constantin Ramadan      | 1896          | 1958           | Artist dramatic   | Teatrul Armatei din București                              | „cu prilejul împlinirii a 50 de ani de activitate teatrală și pentru merite deosebite în această activitate” | [ 15 ] |
| 1959 |         | Ioan D. Chirescu        | 1889          | 1980           | Compozitor        | Conservatorul de muzică „Ciprian Porumbescu” din București | „pentru activitate îndelungată și merite deosebite în domeniul muzicii și al învățămîntului muzical superior” | [ 16 ] |
| 1959 |         | Sică Alexandrescu       | 1896          | 1973           | Regizor           | Teatrul Național „I.L. Caragiale” din București            | „pentru activitate îndelungată și merite deosebite în domeniul teatrului” | [ 17 ] |
| 1962 |         | Corneliu Baba           | 1906          | 1997           | Pictor            |                                                            | „pentru merite excepționale în opera de dezvoltare a teatrului, muzicii și artelor plastice” | [ 18 ] |
| 1962 |         | Radu Beligan            | 1918          | 2016           | Artist dramatic   | Teatrul de Comedie din București                           | „pentru merite excepționale în opera de dezvoltare a teatrului, muzicii și artelor plastice” | [ 18 ] |
| 1962 |         | Boris Caragea           | 1906          | 1982           | Sculptor          |                                                            | „pentru merite excepționale în opera de dezvoltare a teatrului, muzicii și artelor plastice” | [ 18 ] |
| 1962 |         | Alexandru Giugaru       | 1897          | 1986           | Artist dramatic   | Teatrul Național „I.L. Caragiale” din București            | „pentru merite excepționale în opera de dezvoltare a teatrului, muzicii și artelor plastice” | [ 18 ] |
| 1962 |         | Nicolae Herlea          | 1927          | 2014           | Artist liric      | Opera de Stat din București                                | „pentru merite excepționale în opera de dezvoltare a teatrului, muzicii și artelor plastice” | [ 18 ] |
| 1962 |         | Zenaida Pally           | 1919          | 1997           | Artistă lirică    | Opera de Stat din București                                | „pentru merite excepționale în opera de dezvoltare a teatrului, muzicii și artelor plastice” | [ 18 ] |
| 1962 |         | Ionel Budișteanu        | 1919          | 1991           | Dirijor           | Ansamblul folcloric „Rapsodia Romînă”                      | „pentru activitate îndelungată artistică și organizatorică, pentru succesele remarcabile obținute în țară și peste hotare în popularizarea muzicii și dansului folcloric romînesc, precum și pentru contribuția adusă la realizarea înaltei calități artistice a spectacolului prezentat de Ansamblul folcloric «Rapsodia Romînă» în turneul întreprins în Statele Unite ale Americii în anul 1962” | [ 19 ] |
| 1964 |         | Ștefan Ciubotărașu      | 1910          | 1970           | Artist dramatic   | Teatrul Municipal din București                            | „pentru merite deosebite în activitatea desfășurată in domeniul teatrului, muzicii și artelor plastice” | [ 20 ] |
| 1964 |         | Alexandru Ciucurencu    | 1903          | 1977           | Pictor            |                                                            | „pentru merite deosebite în activitatea desfășurată in domeniul teatrului, muzicii și artelor plastice” | [ 20 ] |
| 1964 |         | Arta Florescu           | 1921          | 1998           | Solistă lirică    | Opera de Stat din București                                | „pentru merite deosebite în activitatea desfășurată in domeniul teatrului, muzicii și artelor plastice” | [ 20 ] |
| 1964 |         | Dumitru Ghiață          | 1888          | 1972           | Pictor            |                                                            | „pentru merite deosebite în activitatea desfășurată in domeniul teatrului, muzicii și artelor plastice” | [ 20 ] |
| 1964 |         | Ion Irimescu            | 1903          | 2005           | Sculptor          |                                                            | „pentru merite deosebite în activitatea desfășurată in domeniul teatrului, muzicii și artelor plastice” | [ 20 ] |
| 1964 |         | Egizio Massini          | 1894          | 1966           | Dirijor           | Opera de Stat din București                                | „pentru merite deosebite în activitatea desfășurată in domeniul teatrului, muzicii și artelor plastice” | [ 20 ] |
| 1964 |         | Ioana Radu              | 1917          | 1990           | Solistă lirică    | Orchestra de muzică populară „Barbu Lăutaru” din București | „pentru merite deosebite în activitatea desfășurată in domeniul teatrului, muzicii și artelor plastice” | [ 20 ] |
| 1964 |         | Ion Voicu               | 1923          | 1997           | Solist concertist | Filarmonica „George Enescu” din București                  | „pentru merite deosebite în activitatea desfășurată in domeniul teatrului, muzicii și artelor plastice” | [ 20 ] |
| 1964 |         | Marcel Anghelescu       | 1909          | 1977           | Artist dramatic   | Teatrul Național „I.L. Caragiale” din București            | „pentru merite deosebite în activitatea desfășurată în domeniul teatrului, muzicii, artelor plastice și cinematografiei” | [ 21 ] |
| 1964 |         | Niki Atanasiu           | 1907          | 1967           | Artist dramatic   | Teatrul Național „I.L. Caragiale” din București            | „pentru merite deosebite în activitatea desfășurată în domeniul teatrului, muzicii, artelor plastice și cinematografiei” | [ 21 ] |
| 1964 |         | Jean Bobescu            | 1890          | 1981           | Dirijor           | Opera de Stat din București                                | „pentru merite deosebite în activitatea desfășurată în domeniul teatrului, muzicii, artelor plastice și cinematografiei” | [ 21 ] |
| 1964 |         | Henri Catargi           | 1894          | 1976           | Pictor            |                                                            | „pentru merite deosebite în activitatea desfășurată în domeniul teatrului, muzicii, artelor plastice și cinematografiei” | [ 21 ] |
| 1964 |         | Antonin Ciolan          | 1883          | 1970           | Dirijor           | Filarmonica de Stat din Cluj                               | „pentru merite deosebite în activitatea desfășurată în domeniul teatrului, muzicii, artelor plastice și cinematografiei” | [ 21 ] |
| 1964 |         | Ion Dacian              | 1911          | 1981           | Solist liric      | Teatrul de Stat de Operetă din București                   | „pentru merite deosebite în activitatea desfășurată in domeniul teatrului, muzicii și artelor plastice” | [ 20 ] |
| 1964 |         | Miluță Gheorghiu        | 1897          | 1971           | Artist dramatic   | Teatrul Național din Iași                                  | „pentru merite deosebite în activitatea desfășurată în domeniul teatrului, muzicii, artelor plastice și cinematografiei” | [ 21 ] |
| 1964 |         | Lucian Grigorescu       | 1894          | 1965           | Pictor            |                                                            | „pentru merite deosebite în activitatea desfășurată în domeniul teatrului, muzicii, artelor plastice și cinematografiei” | [ 21 ] |
| 1964 |         | Mihail Jora             | 1891          | 1971           | Compozitor        | Conservatorul de muzică „Ciprian Porumbescu” din București | „pentru merite deosebite în activitatea desfășurată in domeniul teatrului, muzicii și artelor plastice” | [ 20 ] |
| 1964 |         | Gheza Vida              | 1913          | 1980           | Sculptor          |                                                            | „pentru merite deosebite în activitatea desfășurată în domeniul teatrului, muzicii, artelor plastice și cinematografiei” | [ 21 ] |
| 1966 |         | Gheorghe D. Anghel      | 1904          | 1966           | Sculptor          |                                                            | „pentru activitate îndelungată și merite deosebite în domeniul artelor plastice” | [ 22 ] |
| 1966 |         | Marius Bunescu          | 1881          | 1971           | Pictor            |                                                            | „pentru activitate îndelungată și merite deosebite în domeniul artelor plastice” | [ 23 ] |
| 1966 |         | Mișu Fotino             | 1886          | 1970           | Artist dramatic   | Teatrul de Stat din Brașov                                 | „pentru activitate îndelungată și merite deosebite în domeniul teatrului și artelor plastice” | [ 24 ] |
| 1967 |         | Stelian Dinu            | 1912          | 1997           | Dirijor           | Ansamblul de cântece și dansuri al forțelor armate         | „pentru merite excepționale în activitatea cultural-artistică” | [ 25 ] |

### Decrete de acordare
- Decretul Prezidiului Marii Adunări Naționale a Republicii Populare Romîne nr. 43 din 23 ianuarie 1953 pentru acordarea titlurilor de Artist al Poporului din Republica Populara Română, Artist Emerit al Republicii Populara Române, Maestru Emerit al Artei din Republica Populara Română, și pentru conferirea Ordinului Muncii și Medaliei Muncii, unor artiști și tehnicieni, de la Teatrul Național „I. L. Caragiale” din București, publicat în Buletinul Oficial nr. 3 din 26 ianuarie 1953. – 5 titluri
- Decretul Consiliului de Stat al Republicii Populare Romîne nr. 3 din 13 ianuarie 1964 privind conferirea de titluri și ordine unor cadre artistice, publicat în Buletinul Oficial nr. 1 din 22 ianuarie 1964. – 8 titluri
- Decretul Consiliului de Stat al Republicii Populare Romîne nr. 514 din 18 august 1964 pentru conferirea de titluri unor cadre artistice, publicat în Buletinul Oficial nr. 12 din 27 august 1964. – 10 titluri
- Decretul Consiliului de Stat al Republicii Socialiste România nr. 392 din 27 aprilie 1967, privind conferirea de titluri unui ofițer și unor angajați civili din Ansamblul de cântece și dansuri al forțelor armate, publicat în Buletinul Oficial nr. 39 din 28 aprilie 1967. – 1 titlu